# Centraal-Delhi
Centraal-Delhi is een district van het Indiase Nationaal Hoofdstedelijk Territorium van Delhi. In 2001 telde het district 644.005 inwoners op een oppervlakte van 25 km². Bij een herindeling in 2012 werd het grondgebied van het voormalige Noord-Delhi bij Centraal-Delhi gevoegd.
Het district bestaat qua inwoneraantal vrijwel volledig uit de gemeente Delhi. Het herbergt Oud-Delhi (Shahjahanabad) en monumenten zoals het Rode Fort (Lal Qila) en de Vrijdagmoskee (Masjid-i-Jahan Numa). Langs de oostgrens van het district stroomt de Yamuna.